# Panilla lophosticta
Panilla lophosticta är en fjärilsart som beskrevs av George Francis Hampson 1926. Panilla lophosticta ingår i släktet Panilla och familjen nattflyn. Inga underarter finns listade i Catalogue of Life.